# Киджи, Агостино
Агости́но Ки́джи (29 ноября 1466 года, Сиена — 11 апреля 1520 года, Рим) — итальянский банкир, кредитовавший пап Юлия II и Льва X, Чезаре Борджиа и семейство Медичи. Покровительствовал Рафаэлю и Бальдассаре Перуцци, который выстроил для него дворец, позднее получивший название Вилла Фарнезина.

## Биография
Агостино Киджи был родом из Сиены, из семьи купцов и банкиров. Разбогател за счёт установления монополии на продажу квасцов, необходимых для изготовления тканей. Папа Юлий II ценил его как банкира и дипломата. Агостино принял активное участие в переговорах между Святым Престолом и Венецианской республикой. Кредитовал герцога Валентинуа и Романьи Чезаре Борджиа (сына папы Александра VI), одолжил деньги герцогу Урбино Гвидобальдо да Монтефельтро, фактическому правителю Флоренции Пьеро II ди Лоренцо де Медичи. В 1502 году он вместе со своим отцом и его другом Франческо Томмази основал Банк Киджи в Риме. 

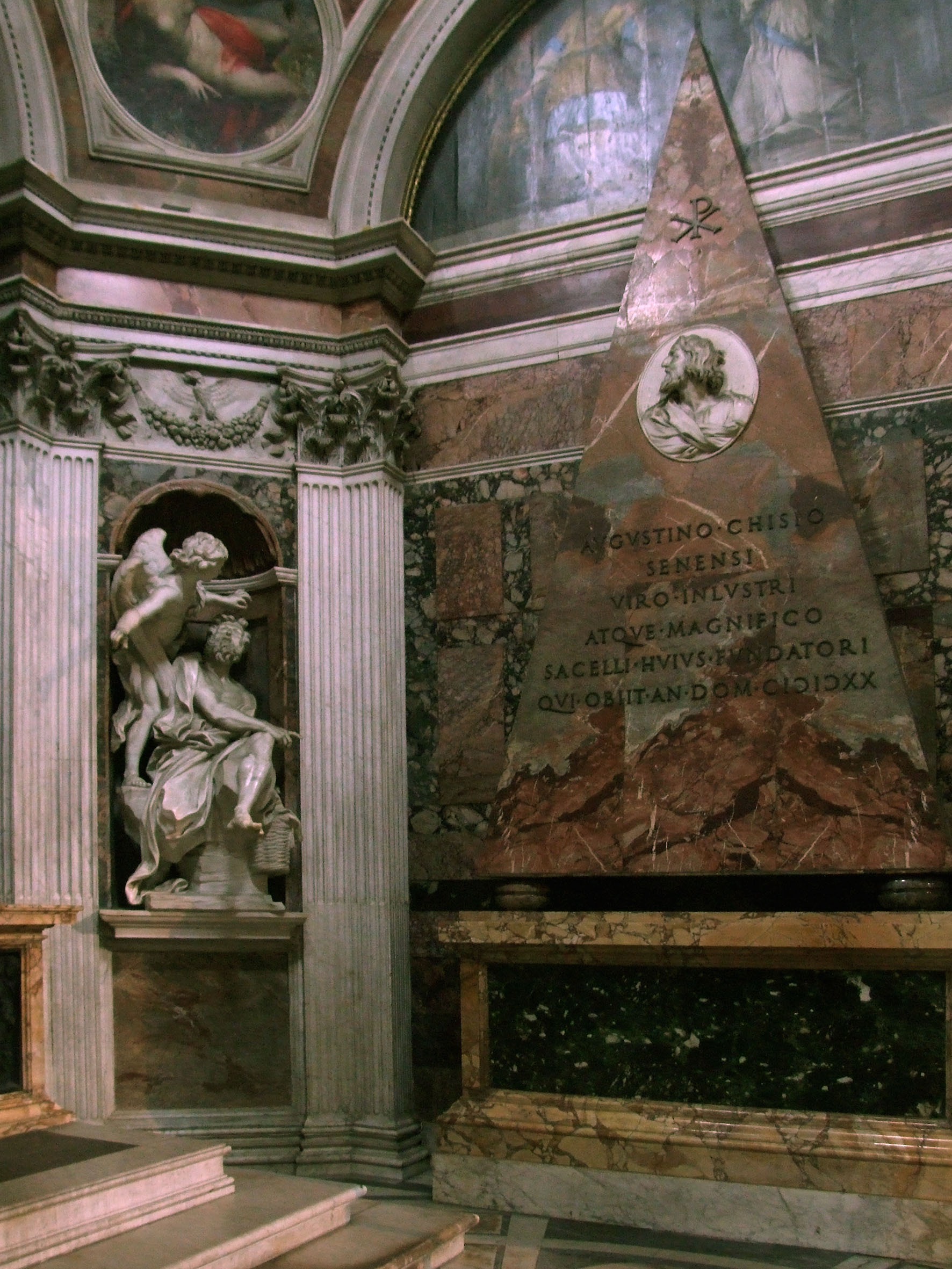
Надгробие Агостино Киджи в церкви Санта-Мария дель Пополо

В это время он начал покровительстовать искусствам. Он приказал построить на правом берегу Тибра роскошную виллу, именуемую вилла Фарнезина, которая быстро стала одним из самых популярных мест, где собирались художники и влиятельные люди того времени. Когда он ещё был женат на Маргарите Сарачини, и у них были дети, он завёл себе любовницу - красивую и изысканную куртизанку Франческу Ордаччи. После смерти своей первой жены неудачно пытался заключить брак с маркизой Маргаритой Гонзага.
28 августа 1519 года женился на Франческе Ордаччи. Дети, рождённые от неё, были признаны законными детьми. Обряд бракосочетания провёл лично папа Лев X. У них было пятеро детей: Лоренцо Леоне, Алессандро Джовании, Маргарита, Камилла и Агостино, родившийся уже после смерти отца.
Умер 11 апреля 1520 года в возрасте 54 лет, в один год с Рафаэлем Санти, художником творчество которого он ценил превыше других. Похоронен в церкви Санта-Мария дель Пополо в Риме, в Капелле Киджи, оформленной ранее по проекту Рафаэля Санти в 1513—1516 годах.

## Агостино Киджи — меценат
Среди произведений искусства, созданных благодаря содействию Агостино Киджи, следует отметить основные, связанные с именем Рафаэля:
- Капелла Киджи в церкви Санта-Мария дель Пополо в Риме. 1513—1516. Проект Рафаэля Санти.
- Вилла Фарнезина в Риме. 1506—1510. Архитектор Бальдассаре Перуцци при участии Рафаэля.
  - Росписи Виллы Фарнезина. 1508—1520. Бальдассаре Перуцци и Рафаэль Санти с учениками.
  - Фреска Триумф Галатеи. 1511. Рафаэль Санти с учениками.